# قتل با اعداد
قتل با اعداد (انگلیسی: Murder by Numbers) فیلمی آمریکایی در سبک تریلر روانشناسانه به کارگردانی باربت شرودر است که در سال ۲۰۰۲ به نمایش درآمد.

## چکیده داستان
ریچارد هایوود و جاستین پندلتون دو دانش آموزی هستند که در همه چیز مخالف هم هستند: ریچارد ثروتمند و محبوب است، جاستین بسیار باهوش و درون گرا است. با این حال، آنها دوستی پنهان و سیه دلانه  خود را حفظ می کنند و تصمیم می گیرند با کشتن یک نفر بدون هیچ گونه دلیلی به اوج آزادی برسند. این جرم بی نقصی است که آنها طی چند ماه مقدماتش را فراهم کرده اند و یک قربانی را هم کاملا تصادفی برای این منظور برگزیده اند. اما در محاسبات خود فکر کاسی می وتر، افسر سابق پلیس را که قربانی اقدام به قتل شده، نکرده بودند. کاسی به سرعت به این دو مجرم مشکوک می شود. حالا سخت ترین کار برای او اثبات این مسئله است که غریزه اش در باره نیت این دو مجرم اشتباه نکرده است.

## بازیگران
- ساندرا بولاک
- بن چاپلین
- رایان گاسلینگ
- مایکل پیت
- اگنس بروکنر
- کریس پن